# Marmeruil
De marmeruil (Polia nebulosa) is een nachtvlinder uit de familie van de uilen (Noctuidae). De wetenschappelijke naam van deze soort is voor het eerst geldig gepubliceerd als Phalaena nebulosa door Johan Siegfried Hufnagel in 1766.

## Beschrijving
De voorvleugellengte bedraagt tussen de 21 en 26 millimeter. De grondkleur van de voorvleugels is witgrijs tot donkergrijs. Opvallend zijn de omlijnde uilvlekken, met name de ring- en niervlek zijn licht van kleur. Aan de binnenkant van de buitenste golflijn bevindt zich een rij pijlvlekken.
De rups wordt 48 tot 54 millimeter lang. De kleur is grijs of bruin in verschillende tinten. Op de rug bevindt zich een rij donkere vierkanten met een vage lichte ruglijn. Op de zijden bevinden zich donkere markeringen.

## Levenscyclus
De rups van de marmeruil is te vinden van augustus tot mei en overwintert. Voor de overwintering eet de rups van diverse kruidachtige planten, na overwintering ook van struiken en loofbomen. De vlinder kent één generatie die vliegt van halverwege mei tot halverwege augustus. 

## Voorkomen
De soort komt verspreid voor over een flink deel van het Palearctisch gebied. De marmeruil is in Nederland niet zo algemeen, in België is de soort zeldzaam.  